# Včerejší odpad
Včerejší odpad nebo Včerejší džem (v anglickém originále Yesterday's Jam) je úvodní díl první série britského sitcomu z prostředí informačních technologií Ajťáci. Poprvé byla epizoda odvysílána 3. února 2006 na stanici Channel 4. V České televizi byl díl uveden pod názvem „Včerejší odpad“, na stanici HBO jako „Včerejší džem“.

## Synopse
Jen Barber je přijata na místo vedoucí oddělení IT, což se nelíbí Royovi a Maurici Mossovi, technikům IT. Společné neshody je přivedou do kanceláře šéfa firmy Denholma Reynholma, kde rychle pochopí, co jim hrozí, pokud nebudou spolupracovat.

## Příběh
Jen Barber se uchází o místo ve firmě Reynholm Industries. Láká ji představa, že bude pracovat za odpovídající plat v kanceláři vysoké prosklené budovy expandující firmy. Na pohovoru stočí šéf firmy Denholm Reynholm řeč na počítače. Vzhledem k tomu, že Jen dokáže přijímat a odesílat e-maily, používat klávesnici a dvakrát kliknout myší, jeví se Denholmovi (který je ještě větší počítačový analfabet než Jen) jako ideální osoba pro vedení IT oddělení.
Jen začíná tušit, co ji čeká již při jízdě výtahem do suterénu firmy, kde sídlí IT.
Dole si musí zaseklé dveře výtahu otevřít sama, projde kolem unikající páry a ocitne se v místnosti plné elektronických součástek, rozebraných počítačů a vyskládaných monitorů.
Po seznámení se s členy oddělení Royem Trennemanem a Maurice Mossem jim sdělí, že byla jmenována jejich nadřízenou, s čímž se oba technici (a především Roy) nehodlají smířit. Velmi záhy zjistí, že Jen neví o počítačích zhola nic. Nerozezná originální ZX81, předstírá práci na odpojeném PC a taktéž hovor nezapojeným telefonem. Situace graduje a trojice se posléze sejde u šéfa v kanceláři, kde si chtějí vyjasnit nesrovnalosti ve vzájemných vztazích.
Denholm Reynholm vyzdvihuje přednosti týmové práce.
Tým, tým, tým, tým. Už jen, jak to slovo krásně zní – tým.
Následně předvádí názornou ukázku, kdy nechá telefonicky vyhodit z práce celé čtvrté patro. Vyhazovu se dočká i ochranka, která též nepostupovala dostatečně týmově.
Jen a Roy ihned pochopí, co jim hrozí a předstírají skvěle fungující tým. Moss nechápe a tak jej musí Jen s Royem odtáhnout. Na dotaz Reynholma, co mu vlastně chtěli, Roy zalže, že mu nainstaloval hlasové ovládání PC.
Situace v oddělení IT se stabilizuje poté, co Jen zachrání Roye před ženou, která ho surově mlátí lodičkou pro jeho nedostatečný respekt vůči ní. Odvede její pozornost a elegantně ji vyprovodí ke dveřím. Jen dostane nápad zlepšit image oddělení. Trojice spolupracovníků uspořádá večírek, kterého se zúčastní spousta lidí z firmy. Párty vrcholí, lidé zjišťují, že jejich „ajťáci“ nejsou až takoví podivíni – ovšem jen do chvíle, kdy Roy předtím, než odskočí pro další víno poručí Mossovi, aby přítomným pověděl historku z Amsterdamu. Moss nepochopí přesně, kterou má Roy na mysli a tak bezelstně vypráví pikantní příhodu, jak si s Royem opilí najali prostitutky a jelikož se neodvážili na víc, vzali je na kolotoče. Veškerá snaha pozdvihnout úroveň IT oddělení přišla nazmar.
Závěrem Jen vyřizuje telefonát oblíbenou hláškou Roye:
Haló, IT. Zkusil jste to vypnout a znova zapnout?
čímž se definitivně stává členem IT. Denholm zatím neúnavně oslovuje svůj počítač, ale odezva nepřichází.

## Kulturní odkazy
- Jen zmíní seriál Ally McBealová.[2]
- Denholm mluví o americkém seriálu A-Team a zmíní Bodieho a Doyla, což jsou protagonisté britského kriminálního seriálu Profesionálové.[2]
- Denholm se pokouší aktivovat počítač hlasem, totéž dělá Scotty v americkém sci-fi filmu Star Trek IV: Cesta domů.[2]
- Denholm sedí u svého stolu a za ním je jeho fotografie s naprosto stejnou pózou, jde o odkaz na film Připoutejte se, prosím![2]

## Chyba v epizodě
Když Jen nastupuje do výtahu, ozve se ohlášení 34. patra. Následuje záběr na výtahový panel s tlačítky, která jsou číslována pouze do 31. patra.